# 2424 Tautenburg
2424 Tautenburg eller 1973 UT5 är en asteroid i huvudbältet som upptäcktes den 27 oktober 1973 av de båda tyska astronomerna Freimut Börngen och Karsten Kirsch vid Tautenburg-observatoriet. Den har fått sitt namn efter Tautenburg i Tyskland.
Asteroiden har en diameter på ungefär 6 kilometer.